# Arcidiecéze Abuja
Arcidiecéze Abuja je arcidiecéze římskokatolické církve nacházející se v Nigérii.

## Území
Arcidiecéze zahrnuje celé Federální hlavní území Nigérii.
Arcibiskupské sídlo je ve městě Abuja, kde se nachází hlavní chrám, katedrála Dvanácti apoštolů.
Rozděluje se do 67 farností. K roku 2012 měla 542 105 věřících, 82 diecézních kněží, 50 řeholních kněží, 125 řeholníků a 167 řeholnic.

### Církevní provincie
Církevní provincie Abuja byla založena roku 1994, zahrnuje 7 sufragánn:
- Diecéze Gboko
- Diecéze Idah
- Diecéze Katsina-Ala
- Diecéze Lafia
- Diecéze Lokoja
- Diecéze Makurdi
- Diecéze Otukpo

## Historie
Dne 6. listopadu 1981 byla z části území diecéze Minna vytvořena misie sui iuris Abuja.
Dne 19. června 1989 byla misie bulou Quantis progressibus papeže Jana Pavla II. povýšena na diecézi.
Dne 26. března 1994 byla bulou Quo aptius papeže Jana Pavla II. povýšena na metropolitní arcidiecézi.

## Seznam biskupů
- Dominic Ignatius Ekandem (1981 - 1992)
- John Onaiyekan (1992 - 2019)
- Ignatius Ayau Kaigama (od 2019)